# Garm (tidskrift)
Garm var en finlandssvensk satirisk tidskrift, som utgavs 1923–1953. Tidningen hade sitt namn efter den mytologiska varghunden Garm i Snorres Edda. Denna hund förekom också som logo för tidskriften på dess omslagssida, i början tecknad av Signe Hammarsten-Jansson.
Garm ironiserade och förlöjligade både kommunism och nazism, inte minst drev den med Adolf Hitler mitt under brinnande världskrig. Garm var också en litterär tidskrift, med skribenter som Jarl Hemmer, Arvid Mörne, Henrik Tikkanen och Tito Colliander. Samtidigt var tidskriften markerat politisk, präglad av demokratisk konservatism. I svenskhetsfrågan[förklaring behövs] intog tidskriften en ganska aggressiv hållning. Drivande i tidskriften från första till näst sista numret var den politiskt liberale grundaren och redaktören Henry Rein.
Signe Hammarsten-Jansson var medarbetare i Garm under hela dess utgivningstid, under signaturen "Ham". Hon rekryterade också sin dotter Tove Jansson som illustratör. Tove Jansson blev redan vid 15 års ålder 1929 medarbetare, och tecknade bland annat många av tidskriftens omslag. Tove Jansson debuterade som politisk karikatyrtecknare år 1938 med en omslagsteckning där Hitler återges som en grinolle i trotsåldern, som gapar efter mera, trots att han redan har stora bitar av Europa.
Det var också i Garm som Tove Jansson i början av 1940-talet för första gången framträdde med en teckning av den figur, som hon kallade "Snork" och vilken så småningom blev Mumintrollet. Figuren blev så småningom signaturfigur för hennes teckningar i tidskriften. Snorkmumin kommenterade händelserna i bilden med gester och poser.
Tidskriften lades ned efter det att Henry Rein avlidit i augusti 1953.
| ”                                             | Garm är den skämttidning, som alla väntat på. Den kan inte undvaras - därför att de andra tidningarna, de allvarliga, äro så löjliga. | „ |
| – Programförklaring i det första numret, 1923 | |   |